# Нільсон Лойола
Нільсон Лойола (ісп. Nilson Loyola, нар. 26 жовтня 1994, Ліма) — перуанський футболіст, захисник клубу «Мельгар» і національної збірної Перу.

## Клубна кар'єра
Народився 26 жовтня 1994 року в місті Ліма. Вихованець футбольної школи клубу «Спортінг Крістал».
У дорослому футболі дебютував 2014 року виступами за команду клубу «Мельгар», кольори якої захищає й донині.

## Виступи за збірну
2016 року провів свій перший офіційний матч у складі національної збірної Перу.
4 червня 2018 року, гравця, що на той час провів у складі збірної чотири гри, було включено до її заявки на тогорічний чемпіонат світу у Росії.
| Дата       | Місто        | Господарі         | Результат | Гості    | Турнір            | Голи | Примітки |
| ---------- | ------------ | ----------------- | --------- | -------- | ----------------- | ---- | -------- |
| 11-11-2016 | Асунсьйон    | Парагвай          | 1 – 4     | Перу     | Відбір до ЧС 2018 | -    | 56'      |
| 16-11-2016 | Ліма         | Перу              | 0 – 2     | Бразилія | Відбір до ЧС 2018 | -    |          |
| 14-06-2017 | Арекіпа      | Перу              | 3 – 1     | Ямайка   | товариський матч  | -    | 62' 85'  |
| 03-06-2018 | Санкт-Галлен | Саудівська Аравія | 0 – 3     | Перу     | товариський матч  | -    | 61' 71'  |
| Усього     |              | Матчів            | 4         |          | Голів             | 0    |          |